# Los Angeles Aztecs
Los Angeles Aztecs war ein US-amerikanischer Fußballklub aus Los Angeles, Kalifornien. Der Verein spielte zwischen 1975 und 1981 in der North American Soccer League.

## Geschichte
1974 wurden die LA Aztecs gegründet. Nach Ablauf ihrer ersten Saison konnten sie die Western Division gewinnen und qualifizierten sich dadurch für die Meisterschaftsrunde. Dabei setzte sich der Klub durch und konnten den ersten und auch einzigen Titel der Vereinsgeschichte gewinnen. In sieben weiteren Jahren war nur das Erreichen des Halbfinales 1977 nennenswert. Bessere Ergebnisse erzielte man nicht mehr. Im Kampf um die Divisionsmeisterschaften wurde man 1979, 1980 und 1981 jeweils zweiter. Im vorletzten Jahr der Profifußballzugehörigkeit, 1980, hatte man mit einem Zuschauerdurchschnittswert von 12.057 das größte Publikum. Im Meisterschaftsjahr 1974 waren es dagegen nur 5.098.

### Wissenswertes
- Mitte der 1970er Jahre war der Musiker Elton John Teilhaber an den Aztecs.
- Luis Fernando erzielte 1980 in 28 Spielen 28 Treffer und stellte damit den Vereinsrekord für die meisten Tore innerhalb einer Spielzeit auf.

## Trainer
- Alex Perolli (1974)
- Terry Fisher (1975–1978)
- Tommy Smith (1978)
- Peter Short (1978)
- Rinus Michels (1979–1980)
- Cláudio Coutinho (1981)[1]

## Bekannte ehemalige Spieler
- Javier Aguirre
- Gary Allison
- George Best
- Colin Boulton
- Charlie Cooke
- Johan Cruyff
- Teófilo Cubillas
- György Kottán
- Hugo Pérez
- Wolfgang Sühnholz
- Wim Suurbier
- Walter Wagner